# Danh sách sân bay Đài Loan
Đây là danh sách các sân bay Đài Loan

## Sân bay
In đậm là các sân bay đang hoạt động thương mại.
| Địa điểm        | ICAO | IATA | Tên sân bay                       |
| Sân bay quốc tế |      |      |                                   |
| Cao Hùng        | RCKH | KHH  | Sân bay quốc tế Cao Hùng          |
| Đài Trung       | RCMQ | RMQ  | Sân bay Đài Trung                 |
| Đào Viên        | RCTP | TPE  | Sân bay quốc tế Đào Viên Đài Loan |
| Đài Bắc         | RCSS | TSA  | Sân bay Tùng Sơn Đài Bắc          |
| Sân bay nội địa |      |      |                                   |
| Bình Đông       | RCSQ | PIF  | Sân bay Bình Đông                 |
| Đài Đông        | RCFN | TTT  | Sân bay Đài Đông                  |
| Đài Nam         | RCNN | TNN  | Sân bay Đài Nam                   |
| Gia Nghĩa       | RCKU | CYI  | Sân bay Gia Nghĩa                 |
| Hằng Xuân       | RCKW | HCN  | Sân bay Hằng Xuân                 |
| Hoa Liên        | RCYU | HUN  | Sân bay Hoa Liên                  |
| Kim Môn         | RCBS | KNH  | Sân bay Kim Môn                   |
| Lan Tự          | RCLY | KYD  | Sân bay Lan Tư                    |
| Lục Đảo         | RCGI | GNI  | Sân bay Lục Đảo                   |
| Mã Công         | RCQC | MZG  | Sân bay Mã Công                   |
| Mã Tổ           | RCMT | MFK  | Sân bay Mã Tổ Bắc Can             |
| Nam Can         | RCFG | LZN  | Sân bay Mã Tổ Bắc Can             |
| Thất Mỹ         | RCCM | CMJ  | Sân bay Thất Mỹ                   |
| Vọng An         | RCWA | WOT  | Sân bay Vọng An                   |
| Sân bay quân sự |      |      |                                   |
| Tân Trúc        | RCPO |      | Căn cứ không quân Tân Trúc        |